# Brothers (album, The Black Keys)
Brothers je šesté studiové album amerického rockového dua The Black Keys. Album vyšlo 18. května 2010 u vydavatelství Nonesuch Records a spolu se skupinou jej produkovali Mark Neill a Danger Mouse. Skupina za album získala dvě ceny Grammy.

## Seznam skladeb
Autory všech skladeb jsou Dan Auerbach a Patrick Carney, mimo skladbu „Never Gonna Give You Up“ – tu napsali Kenneth Gamble, Leon Huff a Jerry Butler.
| Pořadí         | Název                   | Délka |
| -------------- | ----------------------- | ----- |
| 1.             | Everlasting Light       | 3:24  |
| 2.             | Next Girl               | 3:18  |
| 3.             | Tighten Up              | 3:31  |
| 4.             | Howlin' for You         | 3:12  |
| 5.             | She's Long Gone         | 3:06  |
| 6.             | Black Mud               | 2:10  |
| 7.             | The Only One            | 5:00  |
| 8.             | Too Afraid to Love You  | 3:25  |
| 9.             | Ten Cent Pistol         | 4:29  |
| 10.            | Sinister Kid            | 3:45  |
| 11.            | The Go Getter           | 3:37  |
| 12.            | I'm Not the One         | 3:49  |
| 13.            | Unknown Brother         | 4:00  |
| 14.            | Never Gonna Give You Up | 3:39  |
| 15.            | These Days              | 5:12  |
| Celková délka: | Celková délka:          | 55:29 |

## Obsazení
- Dan Auerbach – kytara, zpěv, baskytara, klávesy, varhany, clavinet, cembalo, zvony
- Patrick Carney – bicí, perkuse
- Nicole Wray – doprovodné vokály